# 湘东区

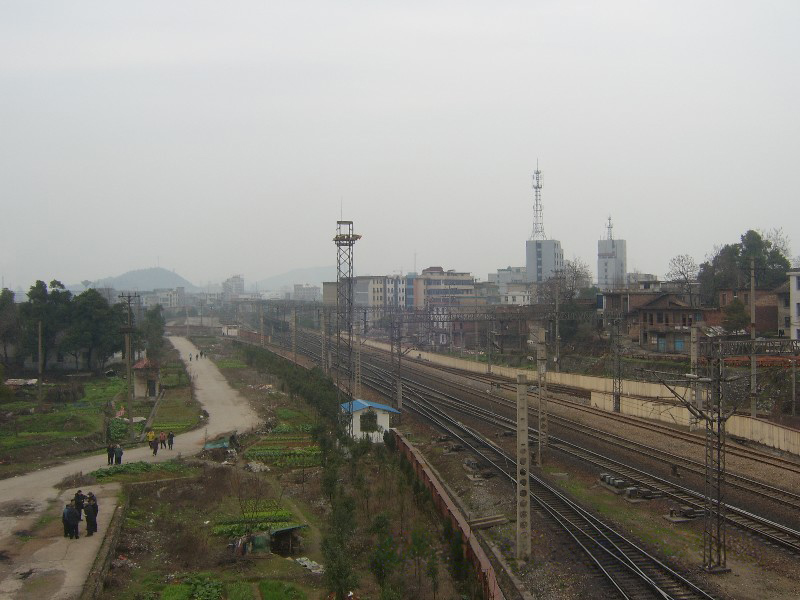

湘东区是江西省萍乡市下属的市辖区，位於萍鄉市，西與湖南省醴陵市交界，西南與湖南省攸縣交界。區政府駐湘東鎮，是江西的西大門，素有“贛西門户”、“吳楚通衢”之稱，毗邻湖南，故名湘东。

## 地理环境
湘东雨量充沛，水资源丰富。萍水、草水两条河流。
动物资源：物种多样化，有鸟类、兽类、两栖、爬行类560多个品种的野生动物，其中重点保护动物有鹰鹃、猴面鹰、水鹿、金钱豹等。
植物资源：拥有木本植物368多种，药用木本植物达260多种，珍贵树木有红豆杉、檀树、银杏等。

## 矿产资源
主要有煤炭、石灰石、铁矿、粘土矿等，且储量丰富，品位高。

## 地方产业
湘东工业繁荣，有陶瓷、煤炭、建材、化工四大支柱的工业体系。

## 行政区划
湘东区下辖1个街道办事处、8个镇、2个乡：
峡山口街道、湘东镇、荷尧镇、老关镇、腊市镇、下埠镇、排上镇、东桥镇、麻山镇、广寒寨乡和白竺乡。
根據第七次人口普查數據，截至2020年11月1日零時，湘東區常住人口為304423人。

## 交通
- 沪昆铁路：姚家洲站